# Zatîșșea, Kremeneț
Zatîșșea (în ucraineană Затишшя) este un sat în orașul raional Poceaiiv din raionul Kremeneț, regiunea Ternopil, Ucraina.

## Demografie
Componența lingvistică a localității Zatîșșea
     Ucraineană (100%)
Conform recensământului din 2001, toată populația localității Zatîșșea era vorbitoare de ucraineană (100%).